# Gravel Pit
Singles de Wu-Tang Clan
"Protect Ya Neck (The Jump Off)"
(2000) "Careful"
(2001)
Pistes de The W
"The Monument" "Jah World"
Gravel Pit est un single du Wu-Tang Clan, tiré de l'album The W sorti en 2000. Ce single n'est pas le 1er extrait de l'album et est sorti en 2001. Ce single n'a pas atteint le niveau de popularité de titres comme C.R.E.A.M. (1993) ou Uzi (Pinky Ring) (2001). Cependant il est largement diffusé en radio et se classe en bonne position au classement des vidéoclips américains pendant 2 semaines. Il se hisse notamment à la 6e du Top 40 au Royaume-Uni.
Le clip a été réalisé par Joseph Kahn.
Sur ce morceau, on retrouve dans l'ordre :  RZA (intro), Method Man, Ghostface Killah, Raekwon et U-God. C'est Madame Majestic qui s'occupe du refrain.

## Samples
- Le refrain ("Back, back and forth and forth...") provient du titre du groupe de Funk, Cameo, intitulé "Back And Forth".
- "Gravel Pit" reprend, pour la musique, un sample du thème de la série télévisée Belphégor ou le Fantôme du Louvre composé par Antoine Duhamel en 1965[1], tandis que l'introduction à la trompette provient de "It's a Man's Man's Man's World" de James Brown.